# 아사기 사쿠라
아사기 사쿠라(ああぎ桜)는 일본의 애니메이터, 삽화가, 만화가이다.
소년 음양사 및 세인트 비스트 시리즈의 캐릭터 디자인에 기여했다. 소설 시리즈 소년 음양사의 그림을 그리는 것 외에도 가도카와 쇼텐의 빈즈 에이스(Beans Ace)에 연재되는 본편의 외전 역할을 하는 만화도 집필하고 있다.
그럼에도 불구하고 카도카와 쇼텐의 월간 아스카 시리즈를 만화로 각색한 세타 히노코와는 구별한다.

## 기여

### 캐릭터 디자인
- 아시타가아루사 - 하야시바라 메구미
- 아쿠에이리언 에이지 TCG - 메가미 매거진
- 소년 음양사 시리즈
- 세인트 비스트 시리즈